# Emiliano García-Page
Emiliano García-Page Sánchez (ur. 11 czerwca 1968 w Toledo) – hiszpański polityk i samorządowiec, działacz Hiszpańskiej Socjalistycznej Partii Robotniczej (PSOE), senator, w latach 2007–2015 alkad Toledo, od 2015 prezydent Kastylii-La Manchy.

## Życiorys
Ukończył studia prawnicze na Universidad de Castilla-La Mancha. Zaangażował się w działalność polityczną w ramach Hiszpańskiej Socjalistycznej Partii Robotniczej. W 1987 wszedł w skład władz miejskich w Toledo, w latach 1991–1993 był zastępcą alkada tej miejscowości. W latach 1993–1997, 1998–1999 i 2001–2004 był członkiem rządu Kastylii-La Manchy jako rzecznik prasowy tego gremium. Od 1995 wybierany na posła do regionalnych kortezów. W latach 1999–2000 był regionalnym ministrem ds. opieki społecznej, w okresie 2000–2001 kierował klubem poselskim socjalistów, a od 2004 do 2005 w rządzie wspólnoty autonomicznej odpowiadał za stosunki z innymi organami władzy. Później do 2007 pełnił funkcję drugiego zastępcy prezydenta regionu.
W międzyczasie, w 1997, objął stanowisko sekretarza PSOE w prowincji Toledo. Zajmował je nieprzerwanie do 2012, kiedy to został sekretarzem generalnym regionalnych struktur partii.
W latach 2007–2015 sprawował mandat radnego Toledo, będąc równocześnie burmistrzem tej miejscowości. Od 2011 wchodził jednocześnie w skład hiszpańskiego Senatu IX i X kadencji jako przedstawiciel regionalnego parlamentu.
W 2015 był głównym kandydatem PSOE w wyborach regionalnych. Uzyskał mandat deputowanego, a w lipcu tegoż roku został wybrany na prezydenta Kastylii-La Manchy. W kolejnych wyborach w 2019 i 2023 popierająca go PSOE uzyskiwała większość bezwzględną w regionalnym parlamencie. Emiliano García-Page wchodził do kortezów wspólnoty na kolejne kadencje. Pozostawał także wówczas na funkcji prezydenta regionu.